# 山田真貴子
山田 真貴子（やまだ まきこ、1960年9月13日 - ）は、日本の郵政・総務官僚。戸籍名は吉田（よしだ）。全国地域情報化推進協会理事長、フジ・メディア・ホールディングス社外取締役、フジテレビジョン社外取締役。
総務省情報通信国際戦略局長、総務省大臣官房長、総務省情報流通行政局長、総務審議官（国際担当）、内閣広報官などを歴任した。

## 概要
安倍晋三内閣総理大臣秘書官を経て、総務省情報通信国際戦略局長に就任。なお、総務省本省においては初の女性の局長である。2016年には総務省大臣官房長に就任し、中央省庁において初の女性の官房長となった。その後も総務省情報流通行政局長、総務審議官（国際担当）を歴任した。総務省退官後、内閣広報官を務めた。菅義偉の息子が勤める東北新社における接待問題により、2021年3月1日に辞職を余儀なくされた。2022年ネットアルファ顧問、全国地域情報化推進協会理事長、マルチメディア振興センター評議員、一柳アソシエイツ特別顧問。

## 経歴

### 生い立ち
東京都出身。父親が石川県農政課長を務めた1965年から2年間、金沢市で暮らし、金沢大学附属小学校で学ぶ 。東京学芸大学附属高等学校卒業。1984年3月、早稲田大学法学部卒業。

### 郵政・総務官僚として

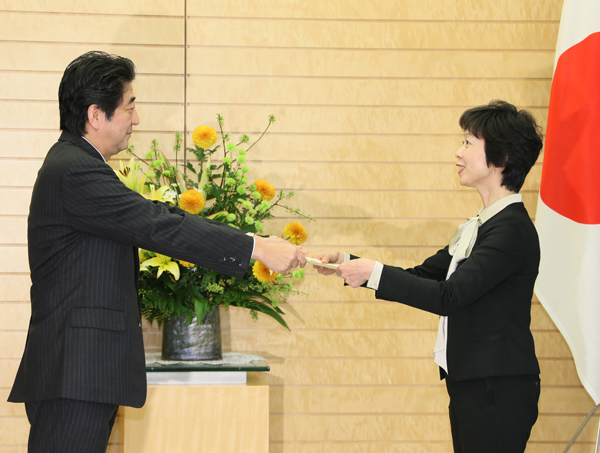
2013年11月29日、総理大臣官邸にて内閣総理大臣安倍晋三（左）により内閣総理大臣秘書官の辞令を交付される。
辞令交付の写真は育鵬社の中学公民教科書に掲載され、山田は「憲政史上初の女性首相秘書官」として紹介された。

国家公務員採用上級甲種試験（試験区分：法律）に合格し、1984年4月、郵政省入省。入省同期には、慶應義塾大学大学院メディアデザイン研究科教授の中村伊知哉、元・総務審議官（郵政・通信担当）の谷脇康彦、元・内閣官房内閣審議官（内閣官房郵政民営化推進室長）の武田博之、株式会社かんぽ生命保険代表執行役社長及び日本郵便代表取締役社長の千田哲也などがいる。
1987年にロンドン大学留学、1990年に下田郵便局長、2004年に世田谷区助役。
総務省総合通信基盤局国際部国際政策課長 (2007年)、総務省情報通信国際戦略局国際政策課長 (2008年)、総務省総合通信基盤局総務課長 (2009年)、総務省大臣官房会計課長（2010年）、総務省情報通信国際戦略局参事官 (2011年)、経済産業省大臣官房審議官（2013年）を経て、2013年11月29日、女性として初の内閣総理大臣秘書官に就任し、安倍政権のもとで広報、女性政策、少子化対策などを担当した。
2015年7月31日、総務省情報通信国際戦略局長。2016年6月17日、総務省大臣官房長。2017年7月11日、総務省情報流通行政局長。

2019年7月5日、女性としては初めて総務省次官級ポストの総務審議官（国際担当）に就任
。2020年7月20日、退官。2020年7月21日、総務省顧問に就任の後、同年9月15日に職を辞した。

#### 放送法の解釈変更をめぐって
2014年11月から2015年5月にかけて、放送法における「政治的公平」に関する解釈変更について、礒崎陽輔総理補佐官と総務省との間の意見交換・折衝の過程において、当時総理秘書官であった山田は、礒崎の言動に批判的であったとされる。従来政府は、放送法における「政治的公平」は、放送事業者の番組全体を見て判断されるものである（個々の番組に多少の偏りがあっても、複数の番組で全体としてバランスが取れていればよい）と解釈してきていた。礒崎は、一つの番組のみでも判断できるとの解釈に変更するよう総務省に求めていた。この案件について総務省の担当者が山田に説明する場において山田は、解釈変更は「放送法の根幹にかかわる」「法改正となる話ではないのか」「政府がこんなことをしてどうするつもりなのか。どこのメディアも萎縮するだろう。言論弾圧ではないのか」などと指摘していた。本件を安倍晋三総理大臣に説明する会合（総理レク）においても、「官邸と報道機関の関係にも影響が及ぶ」などと懸念を示していたとされる。

### 内閣広報官として
2020年9月16日、菅義偉内閣のもとで女性初の内閣広報官に就任。同年10月26日のニュースウオッチ9で有馬嘉男キャスターが菅総理に日本学術会議会員の任命問題について詰め寄った事に対して「総理が怒っている」と官邸から電話でNHKの原聖樹政治部長にクレームを入れたと報道された。
2021年3月1日、後述の菅首相長男からの違法供応接待問題の渦中で内閣広報官の辞職願を提出し、同日の持ち回り閣議で辞職が認められた。

### 内閣広報官退任後
内閣広報官退任から1年後の2022年3月9日には、官公庁や公共系事業者向けに情報通信コンサルティング事業など手がけるネットアルファ社の顧問に就任。同年6月には、一般財団法人全国地域情報化推進協会理事長、昭和女子大学人間社会学部現代教養学科客員教授および東海東京証券取締役に就いている。2022年9月からは、母校である早稲田大学の理工学術院で客員上級研究員兼非常勤講師を務めている。2023年6月には、シグマクシス・ホールディングスの取締役、2024年6月には、出身官庁の総務省が所管する認定放送持株会社であるフジ・メディア・ホールディングス、およびその完全子会社で特定地上基幹放送事業者であるフジテレビジョンの取締役に就任している。

## 不祥事

### 菅首相長男からの違法供応接待問題
菅義偉内閣総理大臣（当時）の長男が勤める放送事業会社、東北新社による接待問題で、総務審議官であった自身も2019年11月6日に長男と会食をしており、1人あたりの飲食単価は7万4203円であったと2021年2月22日に総務省が調査結果を報告した。総務省は長男らに接待を受けた13人のうち11人について、国家公務員倫理規定上の「利害関係者からの接待」に該当するか、その可能性が高いと認定し、懲戒処分などとする方針を固めた。山田は特別職の国家公務員のため、処分対象からは外れているが、接待当時は総務審議官(一般職)であった。。
菅長男らに接待を受けて20日に事実上更迭された秋本芳徳の後任となった吉田博史総括審議官は、山田の夫であった。
2月24日、山田が受けた7万4203円の供応の内容は、和牛ステーキ、海鮮料理などであると明らかになった。当該会食の費用は、山田氏と総務省幹部ら4人、計5人で37万1013円であった。
2月25日、山田は初めて参考人招致された衆院予算委員会で野党の追及を受けた。山田は「（菅長男の）菅正剛さまとは、名刺交換はこの会合以前にしていたと思っております」と答えておきながら、立憲民主党の今井雅人議員が「会食に行った時に長男がいると認識していたのか」とただすと、山田は「交流がほとんどない状況だったので、事前にきちんと認識していたかというと、そうではなかったのではないか」と矛盾する答弁をした。5人の会食時の認識は「横並びだったと思うので、お話もしておりませんので。どういう方がいたかも、にわかに思い出せなかったということです」と山田は迷走答弁を続けた。今井が「5人で会食して、そこに首相の息子がいたかどうか分からない、なんてことがあるのか」などとただすと、山田は「私自身、仕事、プライベートでも、お会いする方がどういった方のご子息であるかとかは、あまりお付き合いに関係がないと思っている」「菅さまがいたことについて、こういう言い方は適当かどうか分かりませんが、私にとって大きな事実だったかというと、必ずしもそうではないのではないかと」と答えた。答弁では、6日前に総務省の情報流通行政局長に就任した、山田の夫の吉田博史が助け船を出す場面もあった。山田は月収の6割に相当する70万5000円を自主返納したが、辞任は否定した。しかし、同年3月1日、体調不良による入院を理由に辞職届を提出した。山田の退職金について、加藤勝信官房長官は「回答を控える」との答弁をした。懲戒免職ではなく、自主退職のため退職金は満額支給されるものと見られる。同日の持ち回り閣議により辞職が決定された。

### NTTによる供応接待問題
総務官僚の鈴木茂樹と、谷脇康彦、山田真貴子、秋本芳徳ら、外務官僚の金杉憲治、それに、坂井学総務副大臣（当時）、野田聖子総務大臣（当時）、高市早苗総務大臣（当時）、寺田稔総務副大臣（当時）、新谷正義総務副大臣の秘書（当時）、その他新藤義孝、佐藤勉ら、現職又は元職の総務大臣、総務副大臣、総務大臣政務官らが、特殊会社で総務省の監督指導対象である日本電信電話（NTT）からの出捐を得て、高額な会食を行っていたことが2021年3月3日から3月10日にかけての週刊文春報道などで発覚。NTTは総務大臣から事業計画などの認可を受けて経営されており、一般職国家公務員の場合、総務省幹部がNTT側から供応接待を受けることは、国家公務員倫理法に抵触する疑いがある。
2020年6月4日、山田は総務省の巻口英司国際戦略局長とともに麻布十番にあるNTTグループの関連会社が運営するレストランを訪れていた。接待したのはNTTの澤田純社長と北村亮太執行役員で、4人の飲食代は総額で約33万円（割引前）だった。NTTら会員企業は100万円単位の年会費を店側に支払っており、会員企業の場合、代金が4割引きになる。
鈴木茂樹や、谷脇康彦、秋本も2018年などに、NTTの鵜浦博夫前社長や、澤田純社長や、子会社・NTTデータの岩本敏男前社長から高額な接待を受けていた。
当時総務審議官だった山田真貴子が、NTT社長らとも会食をしていたと週刊文春で報じられたことについて、政府は2021年3月4日の参院予算委員会で山田氏に事実確認をしない考えを示した。菅義偉は、山田が3月1日に辞職した際にNTT社長らとの会食を知らなかったのかと日本共産党の田村智子に尋ねられ「承知していませんでした」と答えた。田村が「山田氏への事実確認は当然行いますね」と尋ねると、加藤勝信官房長官は「既に退任されているので、当方から事実確認する立場にはないと思っている」と答弁した。田村が「なぜ事実確認されないのか」と質問すると、加藤官房長官は「既に退任されて一般の方になっているわけですから、政府側が確認する立場にはない」と説明した。田村が「それでは菅政権は接待問題を究明する立場にないことになる」と追及すると、菅は「そこはルールに基づいてしっかり対応している」と主張した。
3月5日、巻口英司国際戦略局長は、接待に山田も同席していたことを認めた上で、会費としてNTT側から求められた1万円を支払ったと説明した。

## 人物

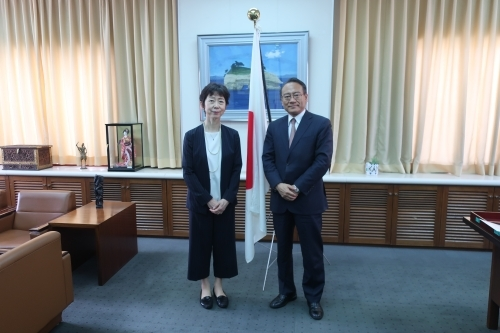
2020年3月9日、在タンザニア日本国大使館にてタンザニア駐箚特命全権大使後藤真一（右）と

- 早稲田大学法学部在学中に仮面浪人で東京大学法学部への進学を志していたが進学は叶わず、結果的に同級生に1年遅れて社会人となった[60]。
- 実家は早稲田大学から歩いて15分ほどの距離で、早稲田大学法学部在学中は司法試験合格を目指していたが、大学3年生の時に国家公務員であった父が他界したことを契機に、国家公務員を志す[61]。
- 20代で元リクルート社員の男性(後に銀行員に転職)と結婚したが、離婚。すぐあとに省の3年後輩の吉田博史と再婚している[60][62]。
- 夫と長男の3人家族[63]。30代半ばで海外勤務中に長男を出産している[64]。
- 2014年3月20日、「笑っていいとも！」の「テレフォンショッキング」に小沢健二がゲストで出演した際に明日のゲスト紹介で安倍晋三首相を紹介。国会期間中だったため当時首相秘書官だった山田が首相に代わり、電話で出演依頼を受けた。タモリが「それじゃあ、代理で『いいとも』お願いします。明日来てくれるかな？」と問い掛けると、山田は「はい、代理で言わせていただきます。いいともっ！」と答えた。[65]
- 2020年に若者への動画メッセージで、自身について「飲み会を絶対に断らない女」と述べた[66]。前述の菅首相長男からの違法供応接待を受けたのは、動画配信の7ヶ月前のことだった[66]。
- 2021年2月25日、育鵬社の中学公民教科書で、山田が「憲政史上初の女性首相秘書官」として写真付きで紹介されていることが各メディアで報じられた。山田が載ったのは、法の下の平等を定めた憲法14条に関連して、男女平等などについて学ぶページ。2013年に安倍晋三首相から辞令を受ける写真が掲載された[13]。

## 略歴
- 1984年03月：早稲田大学法学部卒業
- 1984年04月：郵政省入省。通信政策局国際企画課に配属される[67]
- 1987年07月：英国留学（ロンドン大学）[67]
- 1988年06月：郵政省放送行政局業務課国際放送係長[67]
- 1990年07月：下田郵便局長[67]
- 1991年06月：郵政省貯金局営業課長補佐
- 1992年07月：郵政省大臣官房文書課長補佐
- 1994年07月：郵政省大臣官房国際部国際政策課長補佐
- 1997年07月：郵政省大臣官房人事部人材開発課調査官（世界貯蓄銀行協会[1]）
- 1999年07月：文部省学術国際局学術情報課学術情報基盤整備推進室長
- 2001年01月：文部科学省研究振興局情報課学術基盤整備室長
- 2001年07月：総務省総合通信基盤局電気通信事業部料金サービス課電気通信利用環境整備室長
- 2003年06月：総務省総合通信基盤局総務課調査官
- 2004年01月：総務省大臣官房付
- 2004年02月：世田谷区助役
- 2007年04月：世田谷区副区長
- 2007年07月：総務省総合通信基盤局国際部国際政策課長
- 2008年07月：総務省情報通信国際戦略局国際政策課長
- 2009年07月：総務省総合通信基盤局総務課長
- 2010年07月：総務省大臣官房会計課長（会計課予算執行調査室長併任）
- 2011年07月：総務省情報通信国際戦略局参事官（国際競争力強化戦略担当）
- 2013年06月：経済産業省大臣官房審議官（IT戦略担当）（商務情報政策局付）
- 2013年11月29日：内閣総理大臣秘書官[14]。初の女性の内閣総理大臣秘書官である
- 2015年07月31日：総務省情報通信国際戦略局長[17]。総務省本省で初の女性の局長である
- 2016年06月17日：総務省大臣官房長[18]。中央省庁で初の女性の官房長である
- 2017年07月11日：総務省情報流通行政局長[68][19]
- 2019年07月05日：総務審議官（国際担当）[21]。初の女性の総務審議官である
- 2020年07月20日：総務省退官[23]
- 2020年09月16日：内閣広報官。初の女性の内閣広報官である[29]
- 2021年03月01日：内閣広報官辞職[4]
- 2022年03月09日：ネットアルファ顧問[5]
- 2022年06月：一般財団法人全国地域情報化推進協会理事長
- 2022年06月：昭和女子大学人間社会学部現代教養学科客員教授
- 2022年06月28日：東海東京証券社外取締役[36][37]
- 2022年09月：早稲田大学理工学術院客員上級研究員
- 2023年06月27日：シグマクシス・ホールディングス取締役[38][39]
- 2024年06月26日：フジ・メディア・ホールディングスおよびフジテレビジョン取締役[40][69][41][42][43]